# لارس أندرسون
لارس أندرسون (بالإنجليزية: Larry Heinemi)‏ هو مصارع محترف أمريكي، ولد في 14 مارس 1939 في منيابولس في الولايات المتحدة.

## روابط خارجية
- لارس أندرسون على موقع CageMatch worker (الإنجليزية)